# Маломир (Ямболская область)
Маломир (болг. Маломир) — село в Болгарии. Находится в Ямболской области, входит в общину Тунджа. Население составляет 921 человек.

## Политическая ситуация
В местном кметстве Маломир, в состав которого входит Маломир, должность кмета (старосты) исполняет Димитр Василев Димитров (коалиция в составе 2 партий: Болгарская социалистическая партия (БСП) и Болгарская социал-демократия (БСД)) по результатам выборов правления кметства.
Кмет (мэр) общины Тунджа — Георги Стоянов Георгиев (коалиция в составе 2 партий: Болгарская социалистическая партия (БСП) и Болгарская социал-демократия (БСД)) по результатам выборов в правление общины.

## Знаменитые уроженцы
- Баю Баев (р.1941) — борец, чемпион Европы, призёр чемпионатов мира